# Zaccaria Treves
Zaccaria Treves (Torino, 1º marzo 1869 – Alassio, 28 aprile 1911) è stato un medico italiano.

## Biografia
Laureatosi in Medicina e Chirurgia a Torino nel 1891, con una tesi sulla curva della fatica nei diabetici, fu nominato assistente volontario presso il laboratorio di fisiologia di Angelo Mosso. Qui si applicò a rendere gli studi sperimentali sul lavoro più vicini alle loro condizioni concrete, introducendo modifiche alla strumentazione (ergografo) e alla pratica sperimentale.
Convinto che la causa della fatica dovesse essere ricercata in un processo "fisiologico" di esaurimento nervoso e di calo dell'attenzione, si applicò allo "strapazzo psichico" dell'operaio, risultante da ritmi di lavoro troppo pesanti e sostenuti.
Nel laboratorio di psicologia pura ed applicata del Comune di Milano (1908), di cui era direttore, condusse alcune ricerche sul lavoro mentale e muscolare dei bambini. Lasciò la direzione del laboratorio nel 1912 e gli successe Casimiro Doniselli.